# San José de Carrasco
San José de Carrasco es un barrio de Ciudad de la Costa, en el departamento de Canelones, Uruguay.

## Ubicación

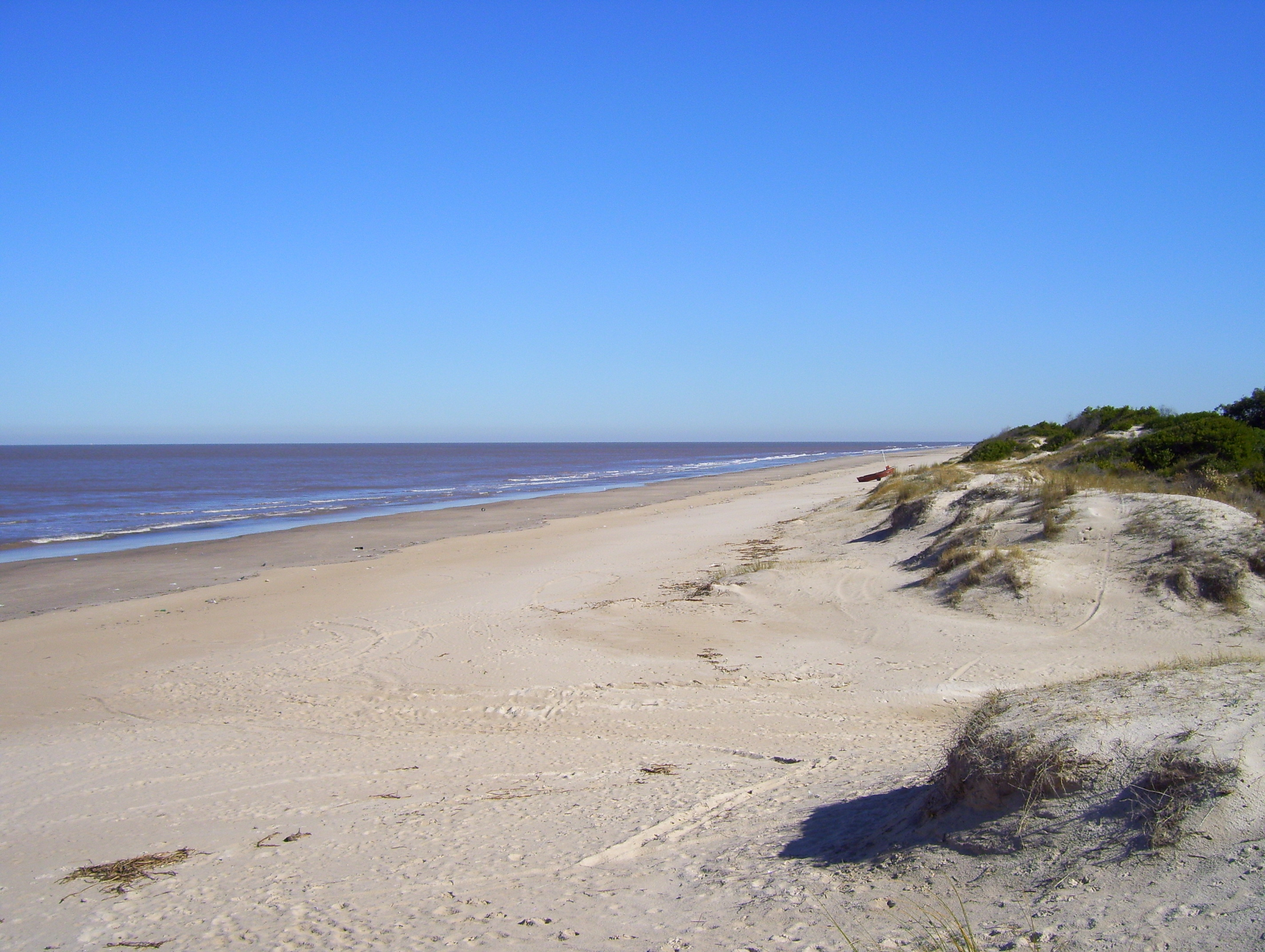
Playa de San José de Carrasco

El barrio se encuentra ubicado en la zona oeste de la ciudad, entre los km 20 y 21 aproximadamente de la Avenida Giannattasio. Sus límites son: al oeste calle Cruz del Sur, la cual lo separa del barrio Shangrilá; al este: calle Buenos Aires, límite con el barrio Lagomar; al sur: Río de la Plata; y al norte: ruta Interbalnearia.

## Historia
San José de Carrasco, surgió al igual que los demás barrios de la actual Ciudad de la Costa, como un balneario.
En la década de 1940 el español Manuel Lamas, quién era dueño de una importante extensión de terrenos en la zona, llegó a un acuerdo con José Francisco Daprile, para la compra de 196 hectáreas en el lugar. Pablo Milans acompañó a Daprile en el emprendimiento y el respaldo económico provino del entonces Banco San José; meses más tarde adquirieron otras 65 hectáreas más, en padrones que lindaban con Shangrilá. Así surgió el Barrio-Jardín San José de Carrasco, cuyo nombre surgió de la conjunción del nombre del banco administrador (San José) y de la proyección de Carrasco hacia el este. 
En ese tiempo la zona no era más que un campo agreste, sin embargo Daprile invirtió en calles, mejoras, gestionó el ingreso del agua y la luz, e instaló también un escritorio en Buenos Aires para la venta de los terrenos. Pronto los porteños respondieron con entusiasmo y debido a las facilidades de pago comenzaron a adquirir solares en San José de Carrasco. En 1947 los planos del Ing. Agrimensor Carlos Baccino para el barrio fueron aprobados, con la condición de que se destinara el 10% de la tierra para espacios libres, descontando las calles. Las vías fueron rellenadas nada menos, que con suelo cemento, mientras se ideaba la doble vía en Alvear y Gral Artigas. Poco tiempo después (1948), se inauguró el primer parador denominado El Viejo Pancho, que se ubicaba en Aerosur y Av. Italia.
En 1950 el general Perón cerró la frontera argentina, lo que impidió la inversión de argentinos en Uruguay, y con ello, los terrenos cuyos propietarios eran argentinos fueron quedando abandonados. Con esto también quedó cancelada la construcción de un hotel de varios pisos y piscina, proyecto de un consorcio argentino. Con esta situación, y en vista de los atrasos que tenían los argentinos en sus pagos, Daprile y Milans iniciaron una serie de remates sin seña y en cuotas fijas a largo plazo. Se llegaron a vender 182 solares al norte de Avenida Italia, adquiridos principalmente por montevideanos. Estos comenzaron a llegar masivamente al balneario en la primera mitad de la década de 1970, motivados principalmente por el aumento de los alquileres en la ciudad de Montevideo en esa época.
El 15 de diciembre de 2011, fue inaugurado el Costa Urbana Shopping y Centro Cívico en la intersección de la Avenida Giannattasio (ex Avda. Italia) y Avenida Aerosur en el centro del barrio.

## Demografía
Según el censo del año 2011, el barrio contaba con una población de 7 288 habitantes.
| 998           | 2 591 | 3 967 | 6 068 | 6 886 | 7 288 |
| (Fuente: INE) |       |       |       |       |       |